# 我是影子
《我是影子》（日语：／ Watashi wa Shadō ?），日本漫畫家粕谷紀子的漫畫作品。在集英社的女性漫画雜誌《YOU》的2007年14號至2010年23號連載。單行本和文庫版全6卷。

## 電視劇
本劇改編自粕谷紀子的漫畫「我是影子」，由深田恭子、桐谷健太、藤木直人等人演出。

### 人物介紹
JJ偵探事務所
- 淺葱芹菜（29）：深田恭子 （香港TVB配音：梁少霞）

專業主婦，本姓藤元。為人單純（天然呆），率直，是一個除了愛老公以外，什麼都不會做的女人（例如駕車不會向右轉，機械白痴等等）。更被朋友稱為「影子工人」。但後來因為加入JJ偵探事務所，令芹菜得以「解放」她的能力，逐漸成為一個堅強美麗的女強人。曾混入武文的公司做清潔工，化名「山田真子」。後要面對武文和陣內兩人對她的愛，女強人最後還是選擇了武文，幸福地生活下去。
- 陣內春樹（30）：桐谷健太（香港TVB配音：張方正）

JJ偵探事務所所長兼偵探。為人貪財，脾氣暴躁，但就是一個外冷內熱的偵探。會讓芹菜加入JJ偵探事務所是因為芹菜欠他30萬元（芹菜差一點被強暴的照片在他手中，30萬元其實是掩口費。）不輕易相信別人和愛情是因為陣内曾經被前女友（山下涼音，第5集客串演員松本莉緒飾）和下屬背叛（第5集中，最終他運用過去在房仲業的人脈，替前女友找到房租便宜的店面，芹菜扮演中間人的角色。）後因芹菜的一個便當令他內心感到溫暖，而漸漸愛上芹菜，雖然最後他得不到芹菜，但他仍然繼續努力以偵探為目標。
- 十島丈二：古田新太（香港TVB配音：林保全）

美容師，和陣內是同事，美容技術一流，而且為人溫柔慈祥（尤其對待芹菜）。經常幫助JJ偵探事務所。因得芹菜的幫助，最後繼續與妻子幸福的生活。
雲雀証券IR部經營企劃局
- 淺葱武文（35）：藤木直人（香港TVB配音：陳欣）

芹菜的老公，奉芹菜的爸爸之命調查雲雀21証券的動向，而去接近新山千早。本來是不喜歡千早的，之後真正的愛上她。最後終於察覺到芹菜對他付出的愛，與芹菜重修舊好。
- 福壽幸太郎：長谷川朝晴
- 梶木圭吾：丸山智己（香港TVB配音：陳廷軒）
- 松島洋輔：渡邊邦斗
- 吉永久榮：吉田桂子
- 鶴田實：小山圭太
- 幸田文則：日野陽仁
- 新山千早：石田百合子（香港TVB配音：陸惠玲）

IR部部長、武文的上司。背着老公與武文出軌。最後她選擇幫助武文，把公司要賣給Maria Brothers的證據偷給芹菜後自公司離職。
雲雀証券的相關人物
- 新山晃：遠藤憲一（香港TVB配音：蔡德鈞）

常務、千早的老公。一直利用千早來把武文剷除，是個卑鄙的企業家。不過在和芹菜對話時（芹菜曾混入武文的公司做清潔工，以免老公被千早勾引）卻會流露出一點點感情。
- 藤元泰介：小日向文世（香港TVB配音：張炳強）

芹菜的父親、 武文的原上司。在雲雀証券任職時有不好的回憶，便以武文曾經讓芹菜流產的把柄，威脅他要替自己報復。在新山晃的陰謀被揭發後，改變了想法，也原諒了武文。
其他
- 戶倉元子：蘆名星（幼少期：吉崎莉愛）（香港TVB配音：林芷筠）

芹菜的最好的朋友、主婦雜誌編輯。事業路上雖然走得不錯，但感情路就走得很不順暢。是少數知道芹菜是偵探的人。
- 德丸秋子：植木夏十（香港TVB配音：詹健兒）

雲雀証券IR部經營企劃局的清潔員。經常在工作時偷懶，把該做的事丟給化名「山田真子」的芹菜做。

## 工作人員
- 原作：粕谷紀子《我是影子》（集英社文庫）
- 編劇：中園美保、山岡真介、福間正浩
- 音樂：仲西匡、出羽良彰、田尻知之
- 音樂製作：志田博英
- 製作人：磯山晶
- 導演：金子文紀、山室大輔、渡瀨曉彥
- 製作出品：TBS

## 主題歌
- Perfume「SPICE」（德間日本通訊）

## 收視率
| 話數                                                      | 播放日期       | 日文標語 | 中文標語                       | 腳本              | 導演     | 收視率 |
| --------------------------------------------------------- | -------------- | -------- | ------------------------------ | ----------------- | -------- | ------ |
| 第1話                                                     | 2011年10月21日 |          | 過分美麗的丈夫的秘密           | 中園              | 金子文紀 | 12.6%  |
| 第2話                                                     | 2011年10月28日 |          | 名為出差的外遇                 | 中園 山岡真介     | 金子文紀 | 08.7%  |
| 第3話                                                     | 2011年11月4日  |          | 妻子所見…密室中丈夫的行為      | 山岡真介          | 山室大輔 | 09.5%  |
| 第4話                                                     | 2011年11月11日 |          | 背叛者的夜晚                   | 中園ミホ          | 山室大輔 | 10.3%  |
| 第5話                                                     | 2011年11月18日 |          | 丈夫的手機是通往地獄的入口     | 福間正浩          | 渡瀨曉彥 | 09.5%  |
| 第6話                                                     | 2011年11月25日 |          | 偵探眼前的二個男人             | 中園ミホ          | 渡瀨曉彥 | 10.2%  |
| 第7話                                                     | 2011年12月2日  |          | 我真正愛的人是誰?              | 福間正浩          | 山室大輔 | 09.5%  |
| 第8話                                                     | 2011年12月9日  |          | 不經意的吻！今日我不是家庭主婦 | 中園ミホ 福間正浩 | 渡瀨曉彥 | 10.3%  |
| 最終話                                                    | 2011年12月16日 |          | 最終回！我想救的人是你!        | 中園ミホ 福間正浩 | 山室大輔 | 09.8%  |
| 平均收視率:10.04%（收視率由Video Research於關東地區統計） |                |          |                                |                   |          |        |

## 與原著的差別
電視劇的結局是:「武文突然知道自己背叛妻子很離譜，所以最後還是在對抗新山晃後與芹菜和好，而千早就決定離開公司，陣內沒有跟芹菜在一起，還不讓芹菜繼續當偵探，而自己就繼續單身做偵探。」但漫畫的結局卻是:「芹菜向武文提出離婚，武文最後繼續和千早一起；芹菜就和陣內一起，並繼續當偵探。」兩個版本不一樣一直令觀眾和網民不滿並被人說是這套戲最美中不足的地方。

## 外部連結
- 私はシャドウ 特設サイト -internet YOU- （页面存档备份，存于）
- 専業主婦探偵〜私はシャドウ - TBS （页面存档备份，存于）
- 専業主婦探偵〜私はシャドウ - TBSチャンネル （页面存档备份，存于）
- ドラナビ「専業主婦探偵〜私はシャドウ」 - TBSチャンネル （页面存档备份，存于）
- 専業主婦探偵〜私はシャドウ - TBSオンデマンド，存于

## 節目的變遷
| 日本TBS 金曜ドラマ星期五22:00至22:54 | 日本TBS 金曜ドラマ星期五22:00至22:54                     | 日本TBS 金曜ドラマ星期五22:00至22:54 |
| ------------------------------------ | -------------------------------------------------------- | ------------------------------------ |
|                                      | 專業主婦偵探～我是影子 （2011.10.21 - 2011.12.16）       |                                      |
| 原來是美男 （2011.7.15 - 2011.9.23） | 戀愛Neet～忘記了的戀愛開始方法 （2012.1.20 - 2011.3.23） |                                      |

| 緯來日本台 週一至週五 21:00至22:00       | 緯來日本台 週一至週五 21:00至22:00         | 緯來日本台 週一至週五 21:00至22:00 |
| ---------------------------------------- | ------------------------------------------ | ---------------------------------- |
|                                          | 專業主婦偵探 （2012.08.29 - 2012.09.10）   |                                    |
| 明星保鑣99天 （2012.08.15 - 2012.08.28） | 關鍵罪證Answer （2012.09.11 - 2012.09.21） |                                    |

| 香港 無綫劇集台 星期六15:00-17:00及21:00-23:00 | 香港 無綫劇集台 星期六15:00-17:00及21:00-23:00 | 香港 無綫劇集台 星期六15:00-17:00及21:00-23:00 |
| ---------------------------------------------- | ---------------------------------------------- | ---------------------------------------------- |
|                                                | 專業主婦偵探 （2012.10.13 - 2012.11.10）       |                                                |
| （2012.09.08 - 2012.10.13）                    | （2012.11.17 - 2012.12.15）                    |                                                |
| 香港 高清翡翠台 星期日09:00-11:00              |                                                |                                                |
| （2013.10.20 - 2013.11.24）                    | 專業主婦偵探 （2013.12.01 - 2013.12.29）       | 我與明星的99日 （2014.01.05 - 2014.02.09）     |